# ريتشارد سميث (سياسي كندي)
ريتشارد سميث هو سياسي كندي، ولد في 20 يونيو 1931 في نورث باي في كندا، وتوفي في 8 أكتوبر 1978 في تورونتو في كندا. حزبياً، نشط في الحزب الليبرالي في أونتاريو ‏. وقد انتخب عضو برلمان مقاطعة أونتاريو.